# Bronisław Troński

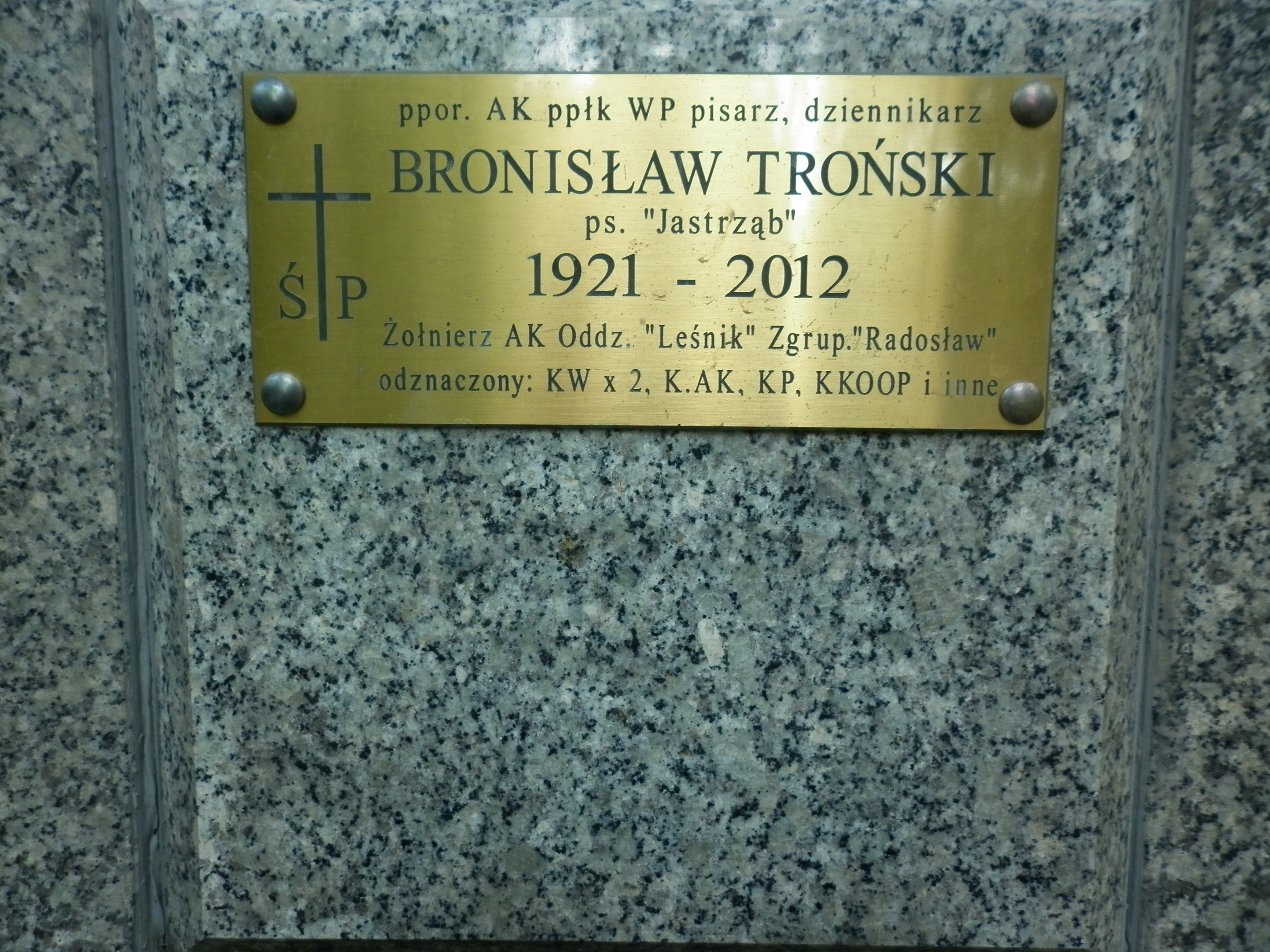
Grób Bronisława Trońskiego na cmentarzu Wojskowym na Powązkach

Bronisław Troński (ur. 23 września 1921 w Wilnie, zm. 15 stycznia 2012 w Warszawie) – polski prawnik, dziennikarz, pisarz i scenarzysta, żołnierz Armii Krajowej (ps. „Jastrząb”), uczestnik powstania warszawskiego, wieloletni korespondent zagraniczny PAP.

## Życiorys
Syn Feliksa. Jego synem jest aktor Marcin Troński z małżeństwa z aktorką Izabellą Wilczyńską-Szalawską (rozwód).
Uczestnik powstania warszawskiego. Wspomnienia z okresu walk powstańczych zawarł w książce Tędy przeszła śmierć (1957).
Był wiceprezesem Związku Powstańców Warszawskich oraz inicjatorem utworzenia Stowarzyszenia Pamięci Powstania Warszawskiego 1944.
Pogrzeb odbył się 25 stycznia 2012 w katedrze polowej Wojska Polskiego, pochowany został na cmentarzu Wojskowym na Powązkach w Warszawie (kwatera 18D kolumb. lewe B-3-2).

## Publikacje
- 1957: Tędy przeszła śmierć
- 1957: Wspomnienia dziennikarzy z okupacji hitlerowskiej (współautor)
- 1961: Na dachu świata
- 1979: Słońce nad Starą Płaniną
- 1980: W cieniu nadziei
- 1981: Jest pan wolny
- 1981: Turcja bez tajemnic
- 1984: Algierskie osobliwości
- 1988: Mozaika Śródziemnomorska
- 1989: Tańczący Prezydent
- 1990: Smak ziemi obiecanej
- 1993: I w Ostrej świecisz bramie
- 1997: Człowiek na ruchomych piaskach
- 1998: W ojczyźnie Boga i Proroków
- 2003: Zachowane w pamięci

## Scenariusze do filmów dokumentalnych
- 1999: Mickiewicz w okresie wileńskim
- 2000: Polska w Ziemi Świętej

## Odznaczenia
- Krzyż Komandorski z Gwiazdą Orderu Odrodzenia Polski (2004, za wybitne zasługi w działalności na rzecz niepodległości Rzeczypospolitej Polskiej, za osiągnięcia w pracy społecznej w Związku Powstańców Warszawskich)[5]
- Krzyż Komandorski Orderu Odrodzenia Polski (1999, w uznaniu wybitnych zasług w działalności na rzecz niepodległości Rzeczypospolitej Polskiej, za zaangażowanie w działalności kombatanckiej)[6]
- (1955,Na wniosek Zarządu Głównego Robotniczej Spółdzielni Wydawniczej „Prasa”)[7]